# Fungiacyathus pliciseptus
Fungiacyathus pliciseptus är en korallart som beskrevs av Keller 1981. Fungiacyathus pliciseptus ingår i släktet Fungiacyathus och familjen Fungiacyathidae. Inga underarter finns listade i Catalogue of Life.